# 赫列克苏尔

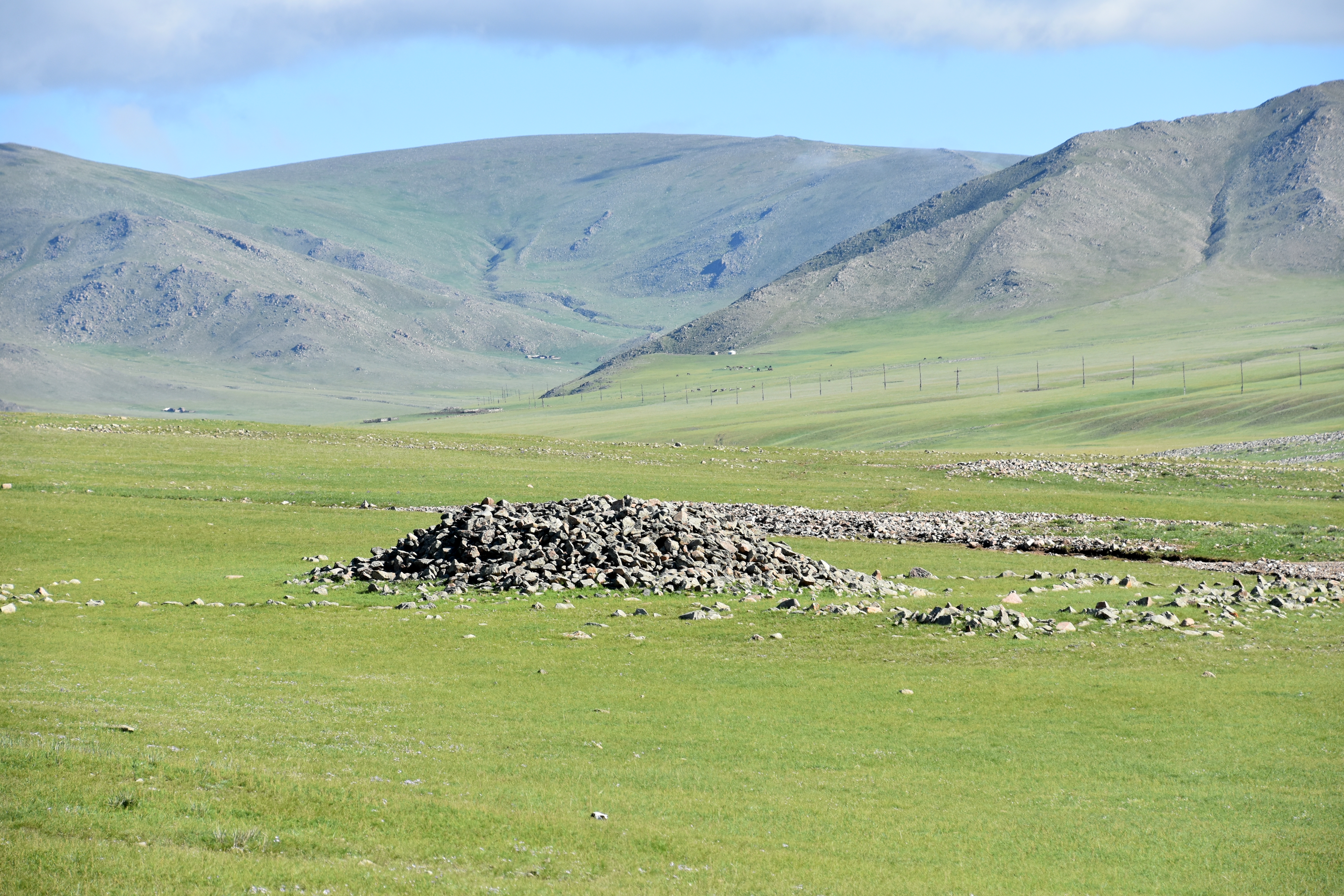
蒙古北部扎尔嘎兰特苏木 (库苏古尔省)（库苏古尔省）的赫列克苏尔遗存

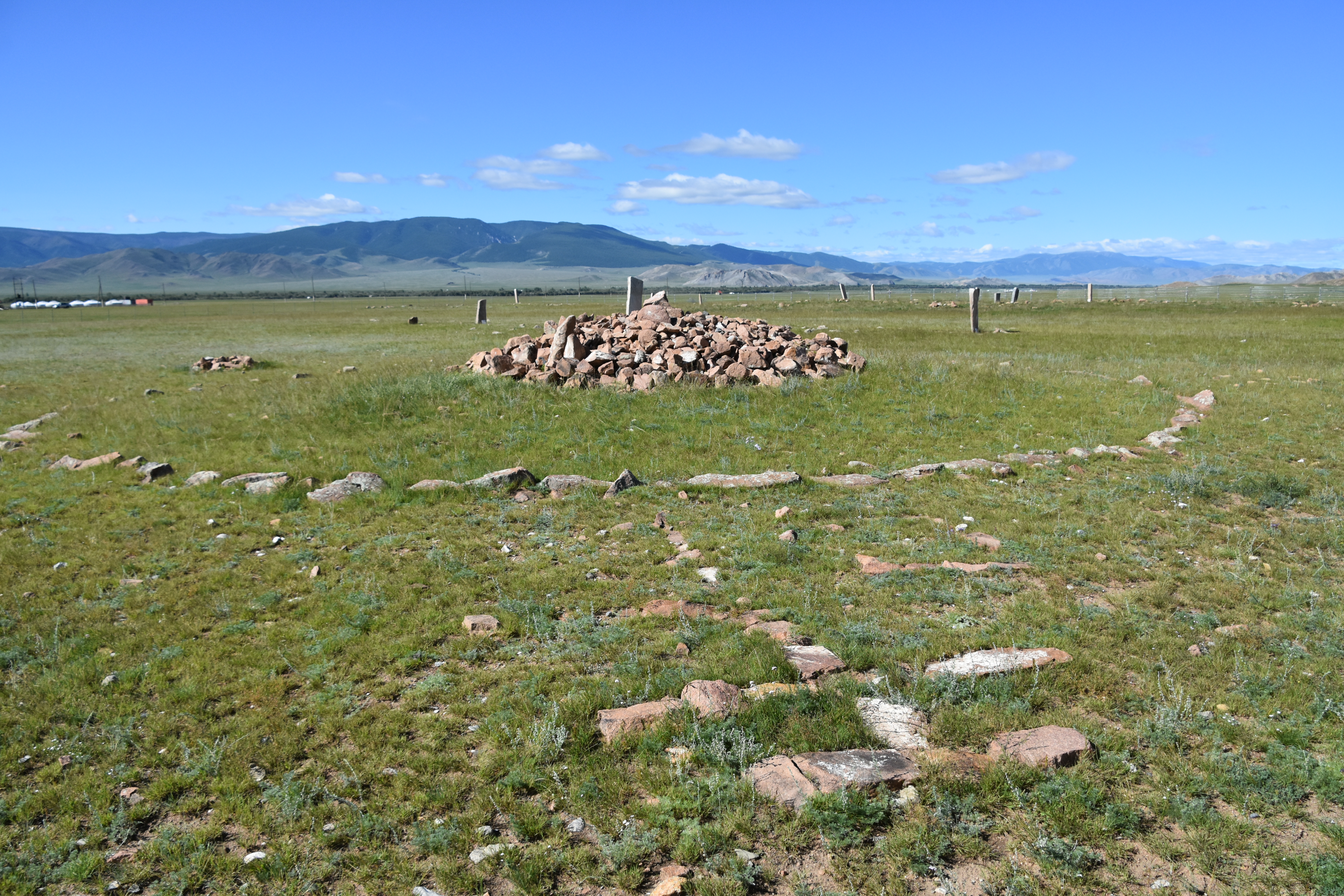
蒙古北部木伦市附近的赫列克苏尔

赫列克苏尔是青铜时代常见于蒙古的一类墓葬形式，为用石块砌筑而成的墓葬兼祭祀性建筑。

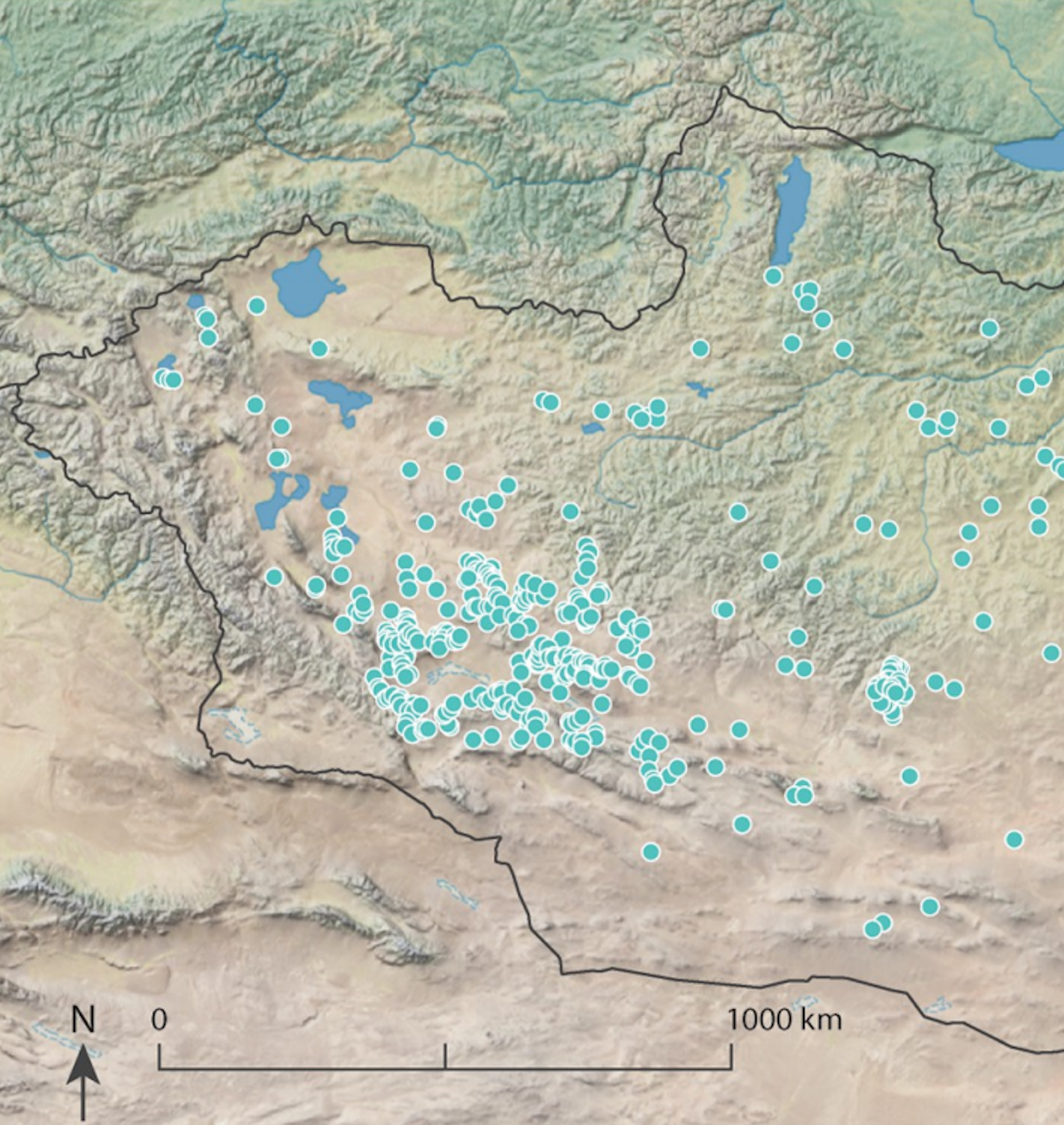
蒙古国境内赫列克苏尔遗存的分布

赫列克苏尔主要分布于今蒙古国的中部和西部，在中国的新疆北部、俄罗斯外贝加尔地区也有分布。

## 名称
蒙古语的赫列克苏尔常被译为“古墓，古冢”，来自“柯尔克孜胡尔”（Хиргисхүүр），字面意思为“吉尔吉斯人的坟墓”，即“黠戛斯人的坟墓”。这是因为蒙古民间认为这些石碓遗存是黠戛斯人的墓葬。虽然确实有在赫列克苏尔中发现黠戛斯统治时期的墓葬，但大部分赫列克苏尔的年代比黠戛斯人至少早了一千年。
现蒙古国中西部地区对这种遗存的叫法稍有区别。如：蒙古国西部地区的人们把这一遗存称为“黠勒戛斯安努尔”（хялгасанүүр，字面意为“鬃毛巢”）或“吉尔吉兹胡尔”（киргизхүүр），而蒙古国中部地区则将其称为“赫尔盖苏尔”（хиргэсүүр），中国新疆的阿勒泰、塔城、博尔塔拉、伊犁州乌苏、昭苏和巴音郭楞蒙古自治州的蒙古族也称之为“黠勒戛斯安努尔”（хялгасанүүр）或“吉尔吉兹胡尔”（киргизхүүр）。

## 形制
赫列克苏尔的中心为一个较大的石堆，石堆直径从几米到百米不等。中央石碓下方往往会有一个石室，而石堆外围用石块围出近方形或环形的石围墙，有的为双层围墙，有的围墙上有圆形或方形的小石堆。中心石堆和围墙之间往往会有一些用石块铺成的射线状小路径。
较大型的赫列克苏尔内往往还竖立有鹿石，因此该文化常被归类于“鹿石文化”，此类遗迹常被称为“赫列克苏尔-鹿石复合体”（Deer Stone-Khirgisuur Complex，DSK）。
但从考古学角度看，赫列克苏尔遗址属于比鹿石更早的考古时期，鹿石建造者在之后占用了赫列克苏尔遗迹，来在中心竖立鹿石。

## 考古

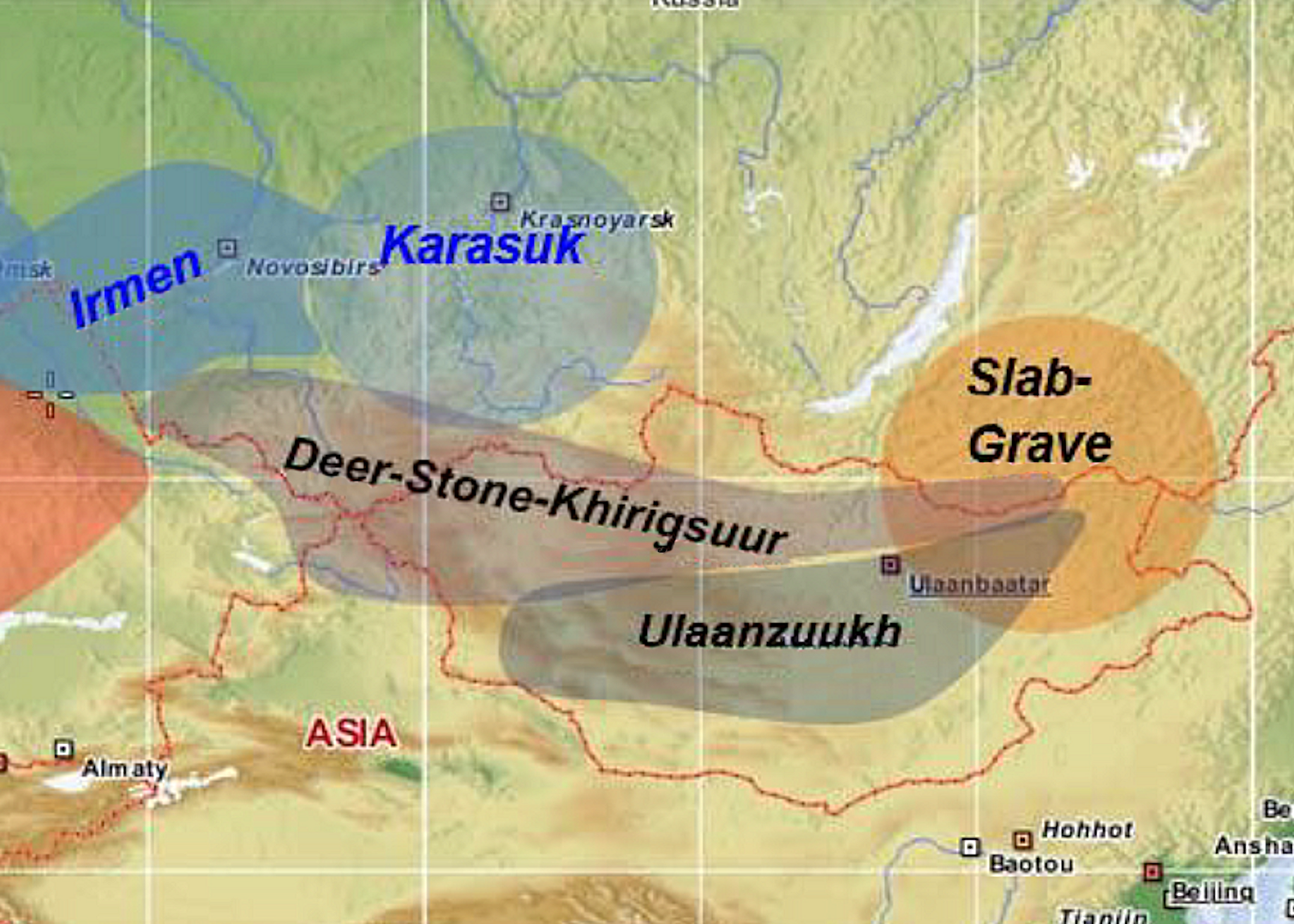
鹿石-赫列克苏尔文化复合体分布图

目前，赫列克苏尔发掘的数量较少，在多数石堆下发现有兽骨，但迄今仅发现有1件青铜器。一般认为，赫列克苏尔的年代为公元前第2千纪至前第1千纪，属于青铜时代的遗存。但赫列克苏尔的沿用时间较长，有些在突厥时期仍发挥祭祀功能。
赫列克苏尔石塚可能是象征骑马游牧民兴起的遗迹，也是显示草原权力产生的指标。